# Valentina Peleggi
Valentina Peleggi (Firenze, 1º gennaio 1983) è una direttrice d'orchestra italiana.
Vincitrice del 2016 APCA Award e descritta dal BBC Music Magazine come "2018 Rising star", Valentina Peleggi è Direttore Musicale della Richmond Symphony Orchestra (USA) e Direttore Musicale Ospite del Theatro de Opera São Pedro (Brasile).
Prima, e finora unica donna italiana Music Director negli Stati Uniti, ad essere stata Direttrice Titolare di un coro professionale in Sud America e ad incidere per Naxos. Prima donna italiana ad essere ammessa alla Royal Academy of Music di Londra e a ricevere nel 2019 la nomina ad Associate. 

## Biografia
Descritta come “2018 Rising Star” dal BBC Music Magazine, Valentina Peleggi inizia la sua carriera come direttore assistente dell'Orchestra Sinfonica di San Paolo (OSESP). Dopo due anni viene nominata Direttore in Residence dell'orchestra e Direttore Principale del Coro Sinfonico, carica che ricopre fino al 2019. A queste due nomine si aggiunge l'anno seguente la carica di Direttore Musicale Ospite del Teatro d'opera São Pedro. 
Nel biennio 2019-20 lavora alla English National Opera a Londra e nel luglio 2020 diventa Direttore Musicale della Richmond Symphony in Virginia, USA.
La stagione 2019/20 la vede dirigere Carmen all'English National Opera, seguendo i successi di Boheme di Puccini, Orphée aux Infers di Offenbach, Dido and Aeneas di Purcell, Il matrimonio segreto di Cimarosa e Akhenaten di Glass. La sua produzione de L'Italiana in Algeri al Teatro São Pedro vince il premio della critica Folha de São Paulo come migliore opera dell'anno nell'intero Stato. Con il Coro Sinfonico dell'OSESP incide per Naxos un CD con opere a cappella inedite di Villa-Lobos[1] e cura la revisione e l'edizione critica delle partiture. Fonda il "Centro di Cultura Corale dell'OSESP", un progetto di divulgazione corale erudita per tutto il Brasile.
In campo sinfonico dirige regolarmente in America i Chicago Symphony Orchestra, Baltimore Symphony, Indianapolis Symphony, Dallas Symphony, Pacific Symphony. In Inghilterra collabora con la London Philarmonic Orchestra, Royal Philharmonic Orchestra, Bournemouth Symphony Orchestra, BBC Scottish Symphony (firmando in prima esecuzione assoluta una nuova partitura di Roxanna Panufnik su testi di Alma Mahler, commissionata appositamente da Valentina Peleggi e dalla BBC), BBC Singers e la BBC National Symphony of Wales, curando un programma dedicato alla riscoperta di un inedito di Augusta Holmès, in diretta su BBC Radio3. Dirige regolarmente la Residentie Orkest, Gulbenkian Orchestra, Ulster Orchestra, Norrkoping Symphony, Nürnberg Symphoniker. In Italia è stata ospite della Fondazione Arena di Verona, Orchestra della Toscana, Teatro lirico di Cagliari, Teatro Verdi di Trieste, Fondazione Haydn. 
Fra gli impegni della prossima stagione è da notare il ritorno alla Baltimore Symphony con la prima esecuzione mondiale di Across the line of Dreams per doppia orchestra, doppio coro e due direttori, un tour con la Royal Philharmonic Orchestra, il debutto con la New Zealand Symphony e la Tasmanian Symphony ed il ritorno a Opera North in Leeds.
In campo operistico dirige la Seattle Opera, Opéra de Lyon, Opéra de Rouen e Normandie, Théâtre des Champs-Elysées, La Monnaie, English National Opera, Opera North, Teatro Verdi di Trieste.
Ha lavorato con artisti quali Yo-Yo Ma, Itzhak Perlman, Boris Belkin, Yuri Bashmet, Baiba Skribe, Jan Lisieki, Alexander Melnikov, Simone Lamsma, James Ehnes, Vadim Gluzman, Maria Dueñas, Giovanni Sollima, Mario Brunello, Angela Hewitt, Emanuel Ax.
Ha studiato con Piero Bellugi, Gianluigi Gelmetti e Bruno Campanella in Italia, lavorando al loro fianco come direttore assistente. Nel 2012 è direttore assistente per la produzione RAI Rossini, Cenerentola - Una favola in musica, prodotta con l'Orchestra Nazionale della RAI di Torino in diretta mondiale. Si è perfezionata all'Accademia Musicale Chigiana, vincendo due Diplomi di Merito ed il prestigioso Diploma d'Onore. Prima donna italiana ad entrare nel programma di direzione d'orchestra della Royal Academy di Londra, si è perfezionata con David Zinman e Daniele Gatti al Tonhalle di Zurigo e al Concertgebouw di Amsterdam. Vince nel 2015 la Taki Alsop Conducting Fellowship, avendo Marin Alsop come mentore. È stata per dieci anni Direttore Principale ed Artistico del Coro Universitario di Firenze (2005-2015), ricevendo nel 2011 uno speciale riconoscimento dal Ministero dei Beni Culturali e la nomina a Direttore Onorario. È diplomata con il massimo dei voti in pianoforte (Enrico Stellini, Scuola di Musica di Fiesole) e laureata con lode in Letterature Comparate con una tesi sul rapporto fra musica e poesia negli anni ’50 che ha vinto nel 2008 il premio del Centenario del Lyceum Club, sotto l’Alto Patronato del Presidente della Repubblica.

## Premi e riconoscimenti
- ARAM - Associate of the Royal Academy of Music
- Sir Charles Mackerras Fellow - English National Opera (2018)
- APCA Award - Conductor of the year, Sao Paulo Critics Society (2016)
- Bruno Walter Conducting Prize - Cabrillo Festival for Contemporary Music - California (2016)
- Taki Alsop Conducting Fellow (2015)
- 1st prize Festival Internacional de Campos de Jordão (2015)
- Fred Southall Memorial Prize (2014)
- Gordon Foundation Award (2014)
- Ernest Read Conducting Prize (2013)
- Diploma d'Onore - Accademia Musicale Chigiana (2013)
- DipRam (2014)
- Direttore Onorario del Coro Universitario di Firenze

## Discografia
- VILLA-LOBOS, H.: Choral Transcriptions (São Paulo Symphony Choir, Peleggi), Naxos 2021

## Saggistica
- Valentina Peleggi, Amelia Rosselli. Musica in poesia, in “Quaderni del Circolo Rosselli”, 2/2010, Firenze, Alinea Editrice